# Уилсон, Эван (футболист)
Э́ван Уи́лсон (англ. Ewan Wilson; род. 19 ноября 2004, Эрдри, Норт-Ланаркшир) — шотландский футболист, защитник клуба «Харт оф Мидлотиан».

## Клубная карьера
Уилсон — воспитанник клуба «Мотеруэлл». В 2022 году игрок на правах аренды вернулся в «Альбион Роверс». 1 октября в матче против «Странраера» он дебютировал во Второй лиге Шотландии. В 2023 году Эван был арендован «Стерлинг Альбион». 30 сентября в матче против «Коув Рейнджерс» он дебютировал в Первой лиге Шотландии. В 2024 году игрок выступал за «Бейт Хуниорс» на правах аренды. Летом того же года Уилсон вернулся в «Мотеруэлл». 3 августа в матче против «Росс Каунти» он дебютировал в шотландской Премьер-лиге. 5 января 2025 года в поединке против «Абердина» Эван забил свой первый гол за «Мотеруэлл».